# لويد ألين
لويد ألين (بالإنجليزية: Lloyd Allen)‏ هو لاعب كرة قاعدة أمريكي، ولد في 8 مايو 1950 في ميرسيد في الولايات المتحدة.

## وصلات خارجية
- لويد ألين على موقع دوري كرة القاعدة الرئيسي (الإنجليزية)
- لويد ألين على موقعبيزبول رفرنس.كوم (الدوري الرئيسي) (الإنجليزية)
- لويد ألين على موقعبيزبول رفرنس.كوم (الدوري الثانوي) (الإنجليزية)
- لويد ألين على موقع إي إس بي إن.كوم (أم.أل.بي) (الإنجليزية)
- لويد ألين على موقع مشجعي الرسوم البيانية (الإنجليزية)